# پادشاهی پاگان

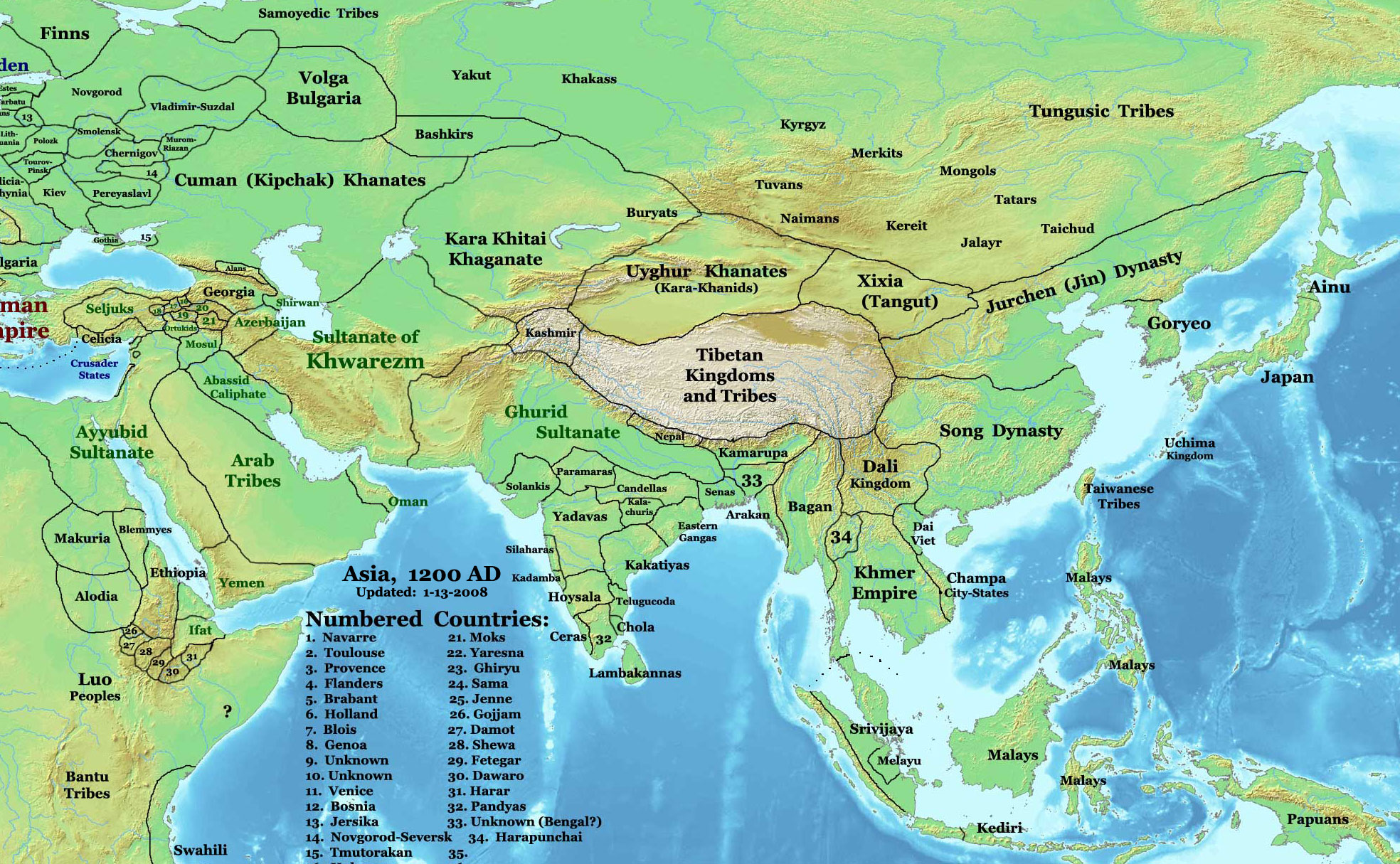
آسیا در ۱۲۰۰ میلادی، موقعیت پادشاهی پاگان در آسیای جنوب خاوری دیده می‌شود.

پادشاهی پاگان نخستین امپراتوری کشور برمه است که میان سال‌های ۸۴۹ تا ۱۲۸۷ میلادی بر سر کار بود.
چگونگی برپایی فرمانروایی پاگان بدین‌سان بود که مردمانی به نام بامار میان سال‌های ۵۰۰ تا ۹۵۰ و همزمان با فرمانروایی گروه نژادی پیو از شمال برمه به بخش مرکزی این سرزمین کوچیدند، اینان که اثرپذیرفته از بوداگرایی بودند در ۸۴۹ شهر باگان یا پاگان را بنیادنهادند و این آغاز پادشاهیشان بود.
نخستین پادشاه نیرومند ایشان آناوراهتا (۱۰۴۴-۱۰۷۷ میلادی) بود که با شکست مون‌ها همهٔ برمه را پیوسته نمود. تا میانه‌های سدهٔ دوازدهم ترسایی بیشتر بخش قاره‌ای جنوب خاوری آسیا یا زیر فرمان امپراتوری خمر بود یا بخشی از پادشاهی پاگان.
پاگان‌ها به دست مغول‌ها از میان برداشته‌شدند، واپسین پادشاه نیرومند پاگان ناراتهیهاپاته که می‌اندیشید می‌توان جلوی لشکر مغول را بگیرد در ۱۲۷۷ در یون‌نان به پیشباز لشکر مغول رفت ولی در نبرد نگاسائونگیان در برابر دشمن خوردشد. پایان کار او هم به دست پسرش در ۱۲۸۷ رقم‌خورد و به دست فرزند کشته شد. این رویداد کار مغولان را آسان کرد و آنان در نبرد پاگان بر بخش بزرگی از پادشاهی پاگان‌ها چیره‌شدند. پادشاهان بازماندهٔ پاگان که چند صباحی بر تخت بودند بازیچهٔ مغول‌ها بودند.